# Elecciones generales de Japón de 1904
Las novenas elecciones generales de Japón tuvieron lugar el 1 de marzo de 1904, siendo celebradas exactamente un año después de las anteriores, y tan solo un mes después del estallido de la guerra ruso-japonesa. Se renovó la Cámara de Representantes, que ahora contaba con 379 escaños en lugar de los 376 anteriores. El partido oficialista Amigos del Gobierno Constitucional (Rikken Seiyūkai) volvió a ganar pero experimentando un grave declive, recibiendo tan solo el 33.47% del voto popular y 133 escaños de los 379. Su diferencia con el segundo partido más votado, el Partido Constitucional Auténtico, fue de solo 7.28 puntos, en comparación con sus anteriores victorias aplastantes. La participación electoral fue del 86.06%.

## Sistema electoral
En virtud de la constitución japonesa de 1889, los 379 miembros de la Cámara de Representantes de la Dieta Imperial eran elegidos en 51 circunscripciones con varios diputados cada una mediante escrutinio mayoritario plurinominal con listas cerradas. La votación se limitó a los varones mayores de 25 años que pagaban al menos 10 yenes por año en impuestos directos, por lo que el electorado era sumamente restringido y no alcanzaba al 3% de la población total.

## Resultados
| Partido                            | Votos   | %     | Escaños | +/–   |
| ---------------------------------- | ------- | ----- | ------- | ----- |
| Rikken Seiyūkai                    | 217.691 | 33.5  | 133     | –42   |
| Kensei Hontō                       | 170.319 | 26.2  | 90      | +5    |
| Club Kōshin                        | 55.709  | 8.6   | 39      | Nuevo |
| Club Anónimo                       | 31.772  | 4.9   | 25      | Nuevo |
| Partido Liberal                    | 31.197  | 4.8   | 18      | Nuevo |
| Teikokutō                          | 27.244  | 4.2   | 19      | +2    |
| Independientes                     | 116.419 | 17.9  | 55      | 0     |
| Votos en blanco/anulados           | 5.777   | –     | –       | –     |
| Total                              | 656.128 | 100   | 379     | +3    |
| Votantes registrados/participación | 762.445 | 86.06 | –       | –     |
| Fuente: Mackie & Rose, Voice Japan |         |       |         |       |